# كريس فلوك
كريس فلوك (مواليد 1 فبراير 1973) هو سبّاح من برمودا، مثّل بلاده في الألعاب الأولمبية الصيفية 1992.

## روابط خارجية
كريس فلوك على موقع الاتحاد الدولي للسباحة (الإنجليزية)
- كريس فلوك على موقع أوليمبيديا (الإنجليزية)